# 上海卫生史
上海在开埠之前与其他县城一样，设有中医诊所与中药铺，创立各级卫生机构并不断完善。开埠后，随着国际交流的增多，上海一度成为中西方医学交流的中心。中华民国前期，上海的卫生有序改革，但到中国抗日战争时期，上海的卫生事业遭破坏。中国抗日战争胜利后，不久爆发国共内战，使刚刚从中国抗日战争中出来的医疗事业再次陷入混乱之中。中华人民共和国时期，开展了大量关于医疗事业发展的行动，并培养了很多新的卫生人员，到80年代末使得上海的卫生达到了发达国家的水平。在2003年的，非典型性肺炎疫情中，上海出色的防治工作，受到大部分人的肯定。

## 开埠前
唐朝时已设医行诊，经过宋朝、元朝期间不断发展，到明朝、清朝时已经非常兴盛。其中在1454年至1642年先后发生大疫10次，在1662年至1910年先后发生大疫44次。1277年，上海地区设立最早的卫生行政机构崇明州官医提领所。

## 开埠后

### 清朝
1844年，中国医院(仁济医馆)开办，是上海首家西医医院。到1910年，上海地区19所医院共有2100多张床位，占全国医院总数8.4％。1880年，圣约翰书院首设医科，为上海最早的医学堂。1886年，中国博医会成立。20世纪初,上海不断对外交流学习，成为了当时中西方医学交流的中心。

### 中华民国时期
1916年3月，中华卫生教育联合会成立，该会被称为上海“全面的卫生事业的起点”。1926年8月，淞沪商埠卫生局成立，工作重点放在整治环境卫生，先后颁布《清洁违章条律》、《食品卫生条例》等。1927年7月9日，上海特别市政府卫生局成立，不久改称上海特别市卫生局、上海市卫生局。1928年4月，上海市卫生局举办卫生运动，为全国首次。1929年，上海市卫生局提倡新法接生，并实行免费注射霍乱疫苗和种痘，在农村试办农村卫生。1935年，开始建设上海市立医院，1932年开始受理生育登记。至1936年，上海地区108所医院共有9000多张床位，占全国医院总数5.9％，以及18所高等医学院校。52个医学团体中很多的总部都设在上海。在此期间很多名医都在上海行医，同时开展各种医学研究。但在20世纪20～30年代，中医和西医之间曾爆发争论，争论的焦点为中医是存还是是亡。中国抗日战争时期，上海市卫生局被迫停止工作，并于1941年3月，成立上海特别市卫生局。在此期间多数医院被破坏或关闭。大量难民的涌入上海使疫病迅速蔓延。中国抗日战争胜利后，国民政府于1945年9月12日，接收上海市卫生局，同时整顿，改组日本占领下所有的医院。1946年，由于霍乱、天花的大规模流行，从是年5月份起，上海市卫生局连续两年开展霍乱、天花等疫苗的大规模注射，同时开展环境整治行动。 至1949年5月，上海市358所医疗卫生机构中共有10033张床位， 12983名卫生技术人员，但由于此时国共内战导致医疗覆盖面低，所以使得人口死亡率高达20‰，平均预期寿命35岁左右。

### 中华人民共和国时期
1988年春季，上海市爆发了甲型肝炎大流行，造成超过30万人感染，共31人死亡，疫情过后上海市逐步完善了突发传染病疫情的防控预警机制以及应急处理预案。同年9月15日，上海药膳协会成立。
2003年中国爆发了SARS事件，上海市政府的得力防疫工作使得上海未发生大规模疫情，获得各界的肯定和好评。
2013年长三角地区爆发了H7N9流感疫情，上海卫生部门反应迅速，迅速扑杀相关市场内的禽鸟以切断传染源，并定期公布疫情。
2022年，由于奥密克戎亚型变异株BA.2的流行，上海封城。